# Milan Vader
Milan Vader (Midelburgo, 18 de fevereiro de 1996) é um desportista neerlandês que compete no ciclismo nas modalidades de montanha e rota.
Ganhou uma medalha de bronze no Campeonato Europeu de Ciclismo de Montanha de 2019, na prova de cross-country individual.

## Medalheiro internacional
| Campeonato Europeu | Campeonato Europeu | Campeonato Europeu | Campeonato Europeu |
| Ano                | Lugar              | Medalha            | Competição         |
| ------------------ | ------------------ | ------------------ | ------------------ |
| 2019               | Brno ( Chéquia)    | Medalha de bronze  | Cross-country      |